# 페헤르 미클로시
페헤르 미클로시(헝가리어: Fehér Miklós, 헝가리어 발음: [ˈfɛheːr ˈmikloːʃ], 1979년 7월 20일~2004년 1월 25일)는 헝가리의 전직 축구 선수로 포지션은 공격수이다. 죄르 ETO FC에서 선수 경력을 시작했다. 이후 포르투갈 프리메이라리가의 FC 포르투, SC 브라가, SL 벤피카에서 뛰었으며 국제 대회에서 헝가리 대표팀의 일원으로 활동했다.
2004년 1월 리그 경기 도중 의식을 잃고 쓰러져 병원으로 이송되었으나 사망했다.

## 경력
1995년 헝가리의 죄르 ETO FC에서 데뷔했으며, 1998년 포르투갈 축구 리그인 프리메이라리가의 FC 포르투의 스카우트의 눈에 띄어 이적하였다. 하지만 1군으로 진입하지 못하며 2000년 FC 포르투 B로 옮겨 뛰었으며, 경험을 쌓기 위해 SC 살게이로스에 임대되었다. 이후 2000–01 시즌을 앞두고 SC 브라가로 다시 임대되었으며, 총 26경기에 출전해 14골을 넣는 등 좋은 모습을 보여주었다. 그 뒤 자신의 에이전트가 FC 포르투의 구단주인 조르제 누누 핀투 다 코스타와 이견을 보이며 대립하자, 2002년 팀을 떠나 SL 벤피카로 팀을 옮겼다.
또한 헝가리 U-21 국가대표팀의 일원으로 활약하기도 했으며, 1998년 10월 10일 아제르바이잔과의 UEFA 유로 2000 예선 경기에 출전하여 헝가리 축구 국가대표팀에 정식으로 데뷔하였다. 이후 총 25경기에 출전해 7골을 넣었으며, 2000년 10월 11일 리투아니아와의 2002년 FIFA 월드컵 유럽 지역 예선 경기에서 해트트릭을 기록하며 팀의 6-1 승리에 기여하였다.
2004년 1월 25일 비토리아 SC와의 리그 경기에서 후반 인저리 타임 도중 반칙으로 경고를 받은 직후 갑작스럽게 의식을 잃고 쓰러졌으며, 양 팀의 선수들이 즉시 달려나와 부축해준 뒤 양 팀의 관계자들과 관중들이 보는 앞에서 의료진에 의해 응급처치 및 심폐소생술이 행해졌다. 이후 구급차가 도착하자 즉시 인근의 병원으로 이송되었으며, 포르투갈의 언론들은 페헤르의 상태에 대해 지속적으로 보도하였다. 하지만 자정 무렵 페헤르가 사망한 것이 확인되었으며, 사인은 부정맥에 의한 비대성 심근증으로 밝혀졌다.
사망 이후, SL 벤피카는 그가 사용했던 번호인 29번을 영구 결번 처리하였으며, FC 포르투의 감독인 주제 무리뉴는 페헤르의 시신이 조국인 헝가리로 운송되기 전에 임시로 안장되어 있던 이스타디우 다 루스를 방문해 조의를 표했다. 또한 헝가리 체육부는 페헤르의 장례식을 국민장으로 치르기로 합의했으며, 포르투갈 축구 연맹은 1월 27일을 페헤르를 추모하는 날로 선포했다. 그리고 SL 벤피카 관계자 전원이 헝가리에 있는 페헤르의 부모를 방문해 2003–04 시즌 리그 우승 메달을 전달했으며, 2009년 10월 9일 포르투갈과의 2010년 FIFA 월드컵 유럽 지역 예선 경기를 치르기 위해 포르투갈에 입국한 헝가리 축구 국가대표팀 관계자 전원이 이스타디우 다 루스에 있는 페헤르의 기념비 앞에서 헌화를 하며 그를 기렸다.